# 가자마 고키
가자마 고키(일본어: 風間 宏希, 1991년 6월 19일 ~ )는 일본의 축구 선수이다. 현재 J2리그의 더스파 군마에서 뛰고 있다.

## 구단 경력
그는 2012년부터 J리그의 가와사키 프론탈레, 기라반츠 기타큐슈, 몬테디오 야마가타, 더스파 군마, FC 류큐에서 뛰었다.